# Xã Stavanger, Quận Traill, Bắc Dakota
Xã Stavanger (tiếng Anh: Stavanger Township) là một xã thuộc quận Traill, tiểu bang Bắc Dakota, Hoa Kỳ. Năm 2010, dân số của xã này là 110 người.